# Жан Лебель
Жа́н Лебе́ль, Жа́н Краси́вый (фр. Jean le Béal, нидерл. Jean le Bel; род. около 1290 года во Фландрии, † 15 февраля 1370 года, Люттих) — франкоязычный нидерландский хронист из графства Геннегау.

## Биография

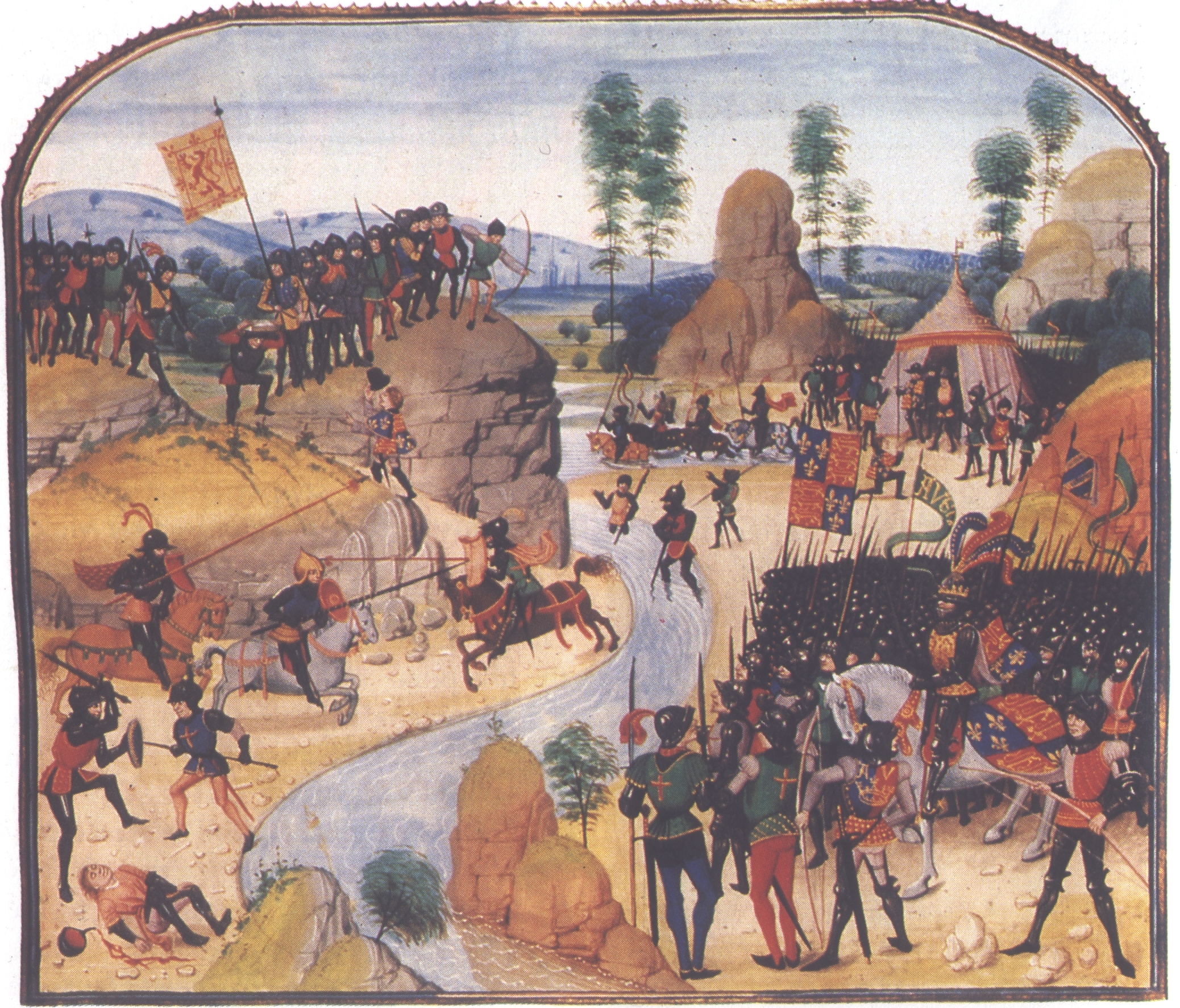
Битва англичан с шотландцами при Стэнхоуп-парке 4 августа 1327 года. Миниатюра рукописи «Хроник Фруассара»

Родился около 1290 года в Люттихе (ныне Льеж в Нижней Лотарингии) в знатной семье. Отец Жана Лебеля — Жиль Лебель де Шанж (фр. Gilles le Béal des Changes) — происходил из рыцарского сословия, являлся членом местного городского совета и с 1307 по 1316 года исполнял должность эшевена. От него Жан унаследовал прозвище Ле Бель — «Красивый».
Его двоюродный дед и тёзка упоминается в документах под 1282 годом в качестве декана льежского собора Св. Ламберта, где около 1312 года он сам получил место каноника. Несколько лет спустя Жан занял должность пробста при соборе Св. Иоанна, но продолжал вести при этом светскую жизнь.
В 1327 году он сопровождал своего друга и покровителя графа Жана де Бомона (фр. Jean de Beaumont, 1288—1356), сына графа Генненгау Жана II д’Авена (1248—1304) и дядю английской королевы Филиппы, в поездке в Англию, где вместе с ним принял участие в неудачной приграничной войне с Шотландией.
Завещание Жана Лебеля, зарегистрированное льежской коллегией эшевенов, датировано 10 августа 1369 года. В его надгробной эпитафии, составленной князем-епископом Льежа Жаном ван Аркелем, была указана дата смерти 15 февраля 1370 года. Хорошо знавший его льежский историк и генеалог Жак де Эмрикур в своём трактате «Зерцало знати Эсбе» (1398) утверждает, что Лебель скончался в возрасте 80 лет. Захоронение его было утрачено в ходе разрушения льежского собора Св. Ламберта в 1795—1803 годах.

## Сочинения
С 1352 по 1363 год по просьбе графа де Бомона Лебель писал свой основной исторический труд «Правдивые хроники» (фр. Vrayes Chroniques), в которых изложены события времён правления короля Эдуарда II и особенно подробно — Эдуарда III, начиная с 1326 и по 1361 год. Работу над хрониками он начал, по его собственным словам, с целью развенчать «выдумки жонглёров», «исказивших подлинную картину англо-французских войн», и вёл в три этапа, в частности, главы с первой по 39-ю писались в 1352 году, с 40-й по 102-ю — в 1358-м, а начиная со 103-й по 110-ю — с 1359 по 1361 год. По утверждению льежского поэта и хрониста второй половины XIV века Жана Д’Утремёза, в работе над первой редакцией участвовал сам граф Жан де Бомон, распорядившийся снять с рукописи две копии, одну для себя, другую для Лебеля.
Ценность «Правдивых хроник» состоит в том, что их автор был современником или даже свидетелем описанных событий, в частности, шотландской кампании Эдуарда III 1327 года, в которой он участвовал лично. Кроме того, написание хроники не являлось для него, как представителя знати, источником существования, следовательно он мог быть относительно свободен в своих оценках и суждениях. Опираясь в основном на личные беседы и собственные воспоминания, Лебель практически не обращался к письменным источникам. Его «Правдивые хроники» проникнуты духом рыцарской культуры и представляют собой важный источник о войнах Эдуарда III во Франции, Бретани и Шотландии, а также взаимоотношениям Англии с Фландрией и Бургундией. Подробно и довольно точно описывая военные походы, осады, сражения, пиры и турниры, они содержат, вместе с тем, немало ошибок в хронологии и географии.
Жан Лебель писал своё историческое сочинение на пикардийском диалекте французского языка, а не на латыни, что характерно было для некоторых франкоязычных фландрских хронистов задолго до него. Например, текст «Больших французских хроник» появился на французском языке ещё в 1274 году.
Несмотря на то, что сочинение Лебеля обильно цитировал Жан Фруассар, выбравший его в качестве образца для собственных хроник, а местами использовал в качестве источника вышеназванный Д’Утремёз, вскоре после этого оно было забыто и не было известно историкам Ренессанса и Нового времени, за исключением фрагментов в трудах вышеназванных авторов.
Лишь в 1861 году в епархиальной библиотеке собора Сент-Этьен в Шалон-ан-Шампань открыт был единственный полный манускрипт «Правдивых хроник» на 230 бумажных листах (BM, 81), датированный по филиграням концом XIV — первой четвертью XV века. Именно по нему бельгийский историк-архивист Матьё Ламбер Полен подготовил полное двухтомное их издание, увидевшее свет в 1863 году в Брюсселе. Наиболее исправным считается парижское издание 1907 года под редакцией Жюля Мари Эдуарда Виара и Эжена Депре.
Обладая несомненным литературным талантом, что выразилось в совершенстве стиля и чистоте языка «Правдивых хроник», Лебель сочинял также баллады и вирелэ, большинство из которых не сохранилось.

## Издания
- Жан Ле-Бель. Правдивые хроники // Хроники и документы времен Столетней войны / Сост. М. В. Аникиев. — СПб.: Изд-во СПбГУ, 2005. — С. 35-113. — ISBN 5-288-03645-4.
- Les vrayes chroniques de Messire Jehan le Bel, publiée par Mattieu Lambert Polain. — 2 tomes. — Bruxelles: Heussner, 1863. — xl; 326, 329 p.
- Chronique de Jean le Bel, publiée pour la Société de l’Histoire de France par Jules Marie Édouard Viard et Eugène Déprez. — 2 volumes. — Paris: Laurens, 1907.